# Tamás Mocsai
Tamás Mocsai, madžarski rokometaš, * 9. december 1978, Budimpešta.
Leta 2004 je na poletnih olimpijskih igrah v Atlanti v sestavi madžarske reprezentance osvojil 4. mesto.